# 塔拉山 (加利福尼亞州)
塔拉山（英語：Tara Hills）是位於美國加利福尼亞州康特拉科斯塔縣的一個人口普查指定地區。

## 地理
塔拉山的座標為37°59′37″N 122°18′59″W / 37.99361°N 122.31639°W，而該地最高點為海拔高度28米（即92英尺）。

## 人口
根據2010年美國人口普查的數據，塔拉山的面積為1.654平方千米，當中陸地面積為1.654平方千米，而水域面積為0.000平方千米。當地共有人口5126人，而人口密度為每平方千米3,099人。